# Кроуфорд (округ, Вісконсин)
Шаблон:StateAbbr_ 43°14′ пн. ш. 90°56′ зх. д. / 43.23° пн. ш. 90.93° зх. д.
 Кроуфорд (англ. Crawford County) — округ (графство) у штаті  Вісконсин. Ідентифікатор округу 55023.

## Історія
Округ утворений 1818 року.

## Демографія
За даними перепису 
2000 року 
загальне населення округу становило 17243 осіб, зокрема міського населення було 6416, а сільського — 10827.
Серед них чоловіків — 8717, а жінок — 8526. В окрузі було 6677 домогосподарств, 4611 родин, які мешкали в 8480 будинках.
Середній розмір родини становив 3.
Віковий розподіл населення поданий у таблиці:
| Стать    | До 15 років | 15-21 | 22-29 | 30-39 | 40-49 | 50-65 | 65-85 | Понад 85 |
| -------- | ----------- | ----- | ----- | ----- | ----- | ----- | ----- | -------- |
| Чоловіки | 1827        | 1214  | 589   | 1085  | 1341  | 1466  | 1087  | 108      |
| Жінки    | 1685        | 772   | 626   | 1098  | 1337  | 1450  | 1299  | 259      |

## Суміжні округи
- Вернон — північ
- Ричленд — схід
- Грант — південь
- Клейтон, Айова — південний захід
- Алламакі, Айова — захід

## Виноски
1. ↑  U.S. Decennial Census. United States Census Bureau. Архів оригіналу за 26 квітня 2015. Процитовано 2 серпня 2015.
2. ↑  Historical Census Browser. University of Virginia Library. Архів оригіналу за 11 серпня 2012. Процитовано 2 серпня 2015.
3. ↑  Forstall, Richard L., ред. (27 березня 1995). Population of Counties by Decennial Census: 1900 to 1990. United States Census Bureau. Архів оригіналу за 18 липня 2015. Процитовано 2 серпня 2015.
4. ↑  Census 2000 PHC-T-4. Ranking Tables for Counties: 1990 and 2000 (PDF). United States Census Bureau. 2 квітня 2001. Архів оригіналу (PDF) за 18 грудня 2014. Процитовано 2 серпня 2015.
5. ↑  State & County QuickFacts. United States Census Bureau. Архів оригіналу за 9 липня 2011. Процитовано 18 січня 2014.(англ.) Наведено за англійською вікіпедією.
6. ↑  American FactFinder. Бюро перепису населення США. Архів оригіналу за 29 липня 2011. Процитовано 31 січня 2008.

| США | Це незавершена стаття з географії США. Ви можете допомогти проєкту, виправивши або дописавши її. |